# Ilyushin Il-4
El Ilyushin Il-4 (en ruso: Ил-4, designación OTAN: Bob) fue un bombardero medio soviético utilizado durante la Segunda Guerra Mundial.

## Diseño y desarrollo
En 1938 se desarrolló una versión del Ilyushin DB-3 con una célula totalmente nueva, de fácil montaje. Su aspecto cambió radicalmente: el morro resultó más estrecho y aerodinámico y con una amplia superficie acristalada, y la torreta de proa del DB-3 fue sustituida por un montaje orientable. Las evaluaciones oficiales culminaron con éxito en junio de 1939 y a finales de ese mismo año el aparato ya estaba listo para su producción en serie.
La nueva versión fue conocida como Ilyushin DB-3F, que posteriormente fue redesignada Il-4 cuando empezó a ser entregada en gran número a los regimientos de bombardeo de la aviación de largo alcance, la ADD. Un pequeño número de estos aparatos tenían la misma torreta dorsal que el DB-3, pero ésta fue pronto reemplazada por otra de un diseño más eficaz. Además, el afuste anular artillado ventral fue sustituido a su vez por un equipo semirretráctil más complejo.
La producción en gran escala del Il-4 continuó hasta 1944, totalizándose 5.256 aparatos. El motor original M-87A fue sustituido en 1942 por un M-88B, más potente, con sobrecompresor de dos tiempos. La mayor parte de los aparatos construidos ese año tenían los largueros alares de madera debido a la escasez de aleaciones ligeras, aunque las piezas metálicas fueron reintroducidas en los últimos aparatos de serie.
En 1943 comenzaron los trabajos de desarrollo del Il-6, un bombardero avanzado equipado con cabina presurizada para la tripulación, capaz por tanto de operaciones a gran altitud, considerable aflechamiento en los bordes de ataque alares y propulsado por dos motores diésel Charomsky ACh-30b de 1.500 CV; no obstante el proyecto fue abandonado antes de que el prototipo llegase a volar.

## Historia operacional

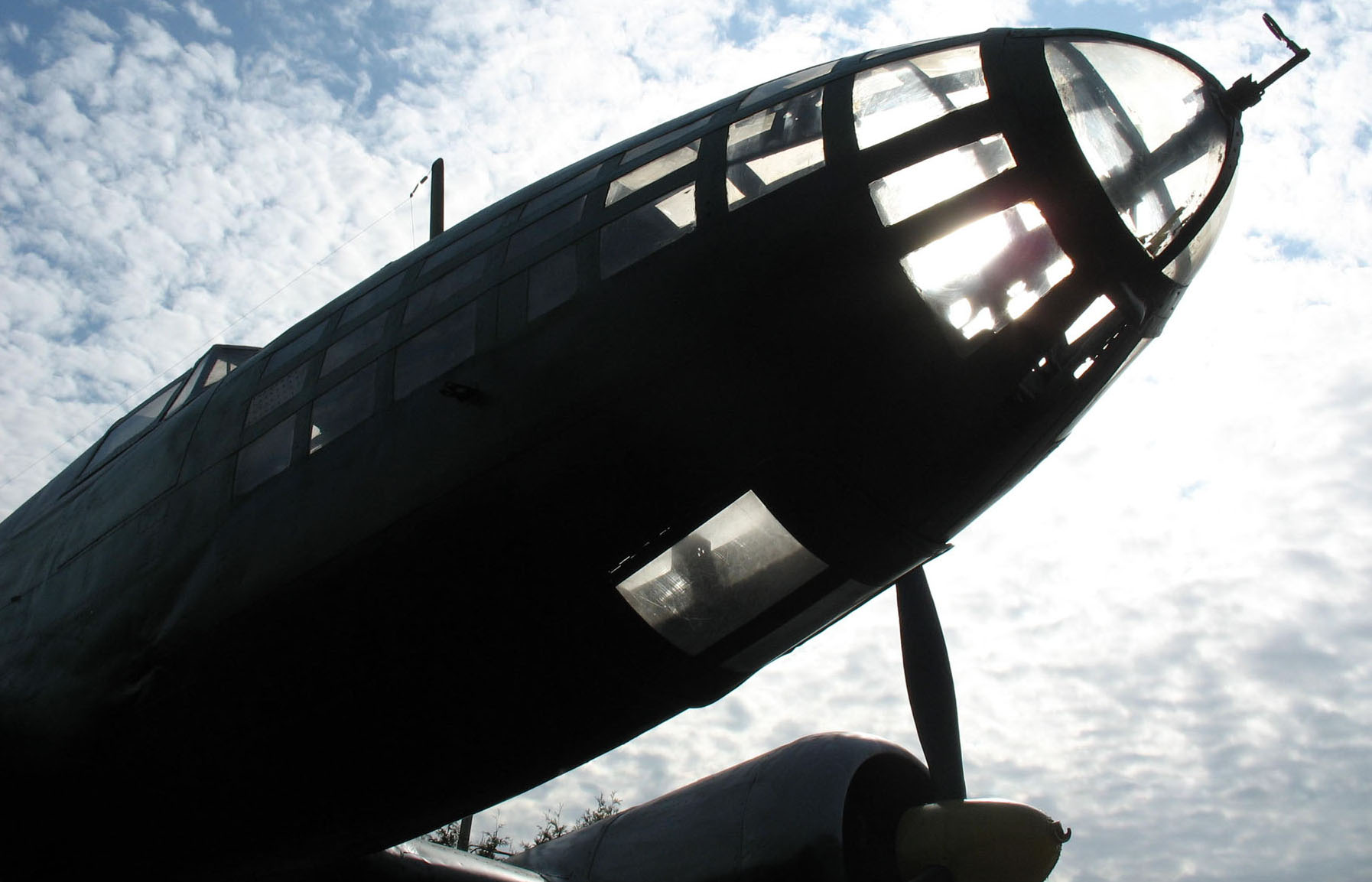
Bombardero Ilyushin Il-4 (DB-3F)

Aunque el Il-4 era únicamente un bombardero medio, su autonomía le permitía ser utilizado en misiones de bombardeo estratégico. El V-VS no estaba demasiado interesado en este rol, pero el Il-4 fue utilizado en varios ataques altamente publicitados contra Berlín. La mayoría de sus misiones de bombardeo fueron incursiones de carácter táctico, inmediatamente detrás de las líneas alemanas, lo que permitía utilizar su máxima carga bélica, en la que añadía otros 1.500 kg de bombas bajo las alas en adición de los 1.000 kg de la bahía interna.
También fue ampliamente empleado por los regimientos de torpedeo y minado destacados en el mar Báltico y el Negro y asignados a las Flotas del Norte; cuando efectuaban misiones de torpedeo, los Il-4 podían ser armados con un torpedo 45-36 AN (baja cota) de 940 kg, o un 45.36 AV (alta cota). También podía transportar un depósito suplementario de combustible, sujeto bajo la sección trasera del fuselaje.
Finlandia compró cuatro aviones capturados DB-3F por los alemanes a los que se dio los identificadores DF-22 a DF-25. Partieron desde Bryansk, Rusia a Finlandia (uno de los aparatos, el DF-22, fue destruido en ruta, y terminó por estrellarse cerca del aeródromo de Syeschtschinskaya). Estos tres aparatos volaron con la 48.ª Escuadrilla durante 1943, con la 46ª durante 1944 (DF-23 y DF-24) y, el DF-23, con la 45ª Escuadrilla por un corto período en 1945, hasta que los restos de los aviones fueron puestos en depósito el 23 de febrero de 1945.
Los Il-4 eran unos aparatos robustos y eficaces, y un cierto número de ellos fueron utilizados después de la guerra en numerosas tareas de apoyo, durante el tiempo suficiente para que la OTAN llegase a aplicarle el nombre codificado de "Bob".

## Operadores
III Reich
- Luftwaffe

 China Nacionalista
- Fuerza Aérea de la China Nacionalista 24 aviones

 Finlandia
- Fuerza Aérea de Finlandia (4 aviones)

 Unión Soviética
- Fuerza Aérea Soviética
- Aviación Naval Soviética

## Especificaciones (Il-4)

### Características generales
- Tripulación: 4 (Piloto, navegador, artillero/operador de comunicaciones, artillero de cola)
- Longitud: 14,8 m (48,6 ft)
- Envergadura: 21,4 m (70,3 ft)
- Altura: 4,1 m (13,5 ft)
- Superficie alar: 66,7 m² (718 ft²)
- Peso vacío: 5800 kg (12 783,2 lb)
- Peso máximo al despegue: 11 300 kg (24 905,2 lb)
- Planta motriz: 2× Tumansky M-88B, radiales de 14 cilindros en doble estrella.
  - Potencia: 820 kW (1131 HP; 1115 CV) cada uno.

### Rendimiento
- Velocidad máxima operativa (Vno): 430 km/h (267 MPH; 232 kt) (a 6.700 m)
- Alcance: 3800 km (2052 nmi; 2361 mi)
- Radio de acción: km
- Alcance en combate: km
- Alcance en ferry: km
- Techo de vuelo: 9700 m (31 824 ft)

### Armamento
- Ametralladoras: 3× 

  - 2x ametralladoras ShKAS de 7,62 mm.
  - 1x ametralladora Berezin UB de 12,7 mm.
- Puntos de anclaje: Varios con una capacidad de 1.000 kg (interna) o 2.500 kg (total: interna y externa), para cargar una combinación de:  
  - Bombas: bombas o minas.
  - Otros: en lugar de las bombas, un torpedo 45-36-AN o 45-36-AV de 940 kg (2.072 lb).